# Battaglia dei Conti
La battaglia dei Conti o seconda battaglia navale di Castellammare ha avuto luogo il 23 giugno 1287 di fronte a Castellammare di Napoli, quando una flotta aragonese-siciliana comandata da Ruggero di Lauria sconfisse una grande flotta alleata del Regno angioino di Napoli (pugliesi e del Principato), composta da una settantina di galee comandate rispettivamente da Reynald III Quarrel e Narjot de Toucy.
Si chiama anche la "battaglia dei Conti" perché le forze angioine del conte Roberto d'Artois erano comandate dal conte d'Avella Reynald Quarrel, dal conte di Brienne Ugo di Brienne, dal conte dell'Aquila Jean de Joinville, e dal conte di Nola Guido di Montfort.

## Premesse
Dopo la vittoria nella battaglia navale di Malta l'8 luglio 1283, Ruggero di Lauria andò a provocare gli angioini attaccando la costa calabrese, Napoli e Posillipo. Infine, in assenza di Carlo I d'Angiò, il Principe di Salerno Carlo II di Napoli assemblò una flotta per andare a incrociarlo. L'attacco fu sferrato nei pressi di Napoli davanti a Castellammare da Carlo di Salerno lo zoppo che fu sconfitto e catturato.
Dal 1282 al 1285 il conflitto tra le due corone si era trasferito in Catalogna, dove la crociata contro la Corona d'Aragona subì una umiliante sconfitta nella battaglia di Panissars e nella battaglia navale di Les Formigues. Nei primi mesi del 1285 morì a Foggia Carlo I d'Angiò e Carlo lo zoppo fu proclamato successore, ma siccome era ancora prigioniero dei catalani, venne affidata la reggenza al nipote Roberto d'Artois e al legato pontificio Gerardo di Parma.
Ruggero di Lauria andò all'attacco nella Languedoc nel febbraio del 1286 e Bernat de Sarrià e Berenguer de Vilaragut attaccarono la costa della Puglia come vendetta per l'invasione dei francesi in Catalogna il mese prima, con l'intento di ridurre le potenziali forniture di navi e uomini per la fazione angioina in guerra in Sicilia.
Papa Onorio IV spinse gli Angioini a riprendere l'assalto alla Sicilia e raccolse 40 galere a Brindisi e altre 43 a Sorrento. Nel mese di aprile 1287 la flotta di Brindisi, guidata da Reynald III Quarrel, conte di Avella, sbarcò a Augusta il 1º maggio, prendendo la città e il castello.
Appena Giacomo il Giusto ne venne a conoscenza, inviò la flotta di Ruggero di Lauria, ma la flotta angioina aveva già lasciato l'isola per Sorrento lungo la costa sud riunendosi alla flotta di Narjot de Toucy per una manovra di distrazione della flotta della Corona d'Aragona, per lanciare una nuova invasione da sud-ovest della Sicilia.

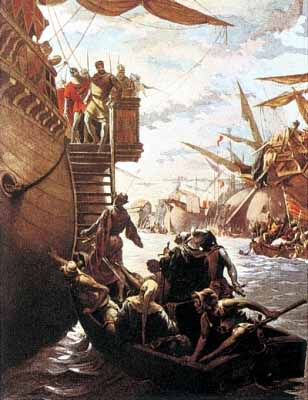
Battaglia del Golfo di Napoli, Ruggiero di Lauria cattura Carlo lo zoppo, dipinto di Ramón Tusquets, 1885

## Tattiche
Le flotte di Ruggiero di Lauria andarono in cerca la flotta che era sfuggita da Augusta e la trovarono a Napoli il 23 giugno del 1287, ma così vicino alla città che non poteva attaccare. Cominciarono così un bombardamento della città per attirare gli angioini.
La flotta angioina, comandata da Roberto d'Artois era composta da cinque squadre navali, ognuna comandata da un conte: Reynald III Quarrel, conte di Avella, Ugo di Brienne, conte di Brienne, Jean de Joinville, conte dell'Aquila e Guy de Montfort, conte di Nola, ognuno con la sua nave ammiraglia, con quattro galere su ogni lato e due dietro, e l'ammiraglio con altre due sul davanti. Le altre galere erano di riserva, e due navi scortavano le bandiere papali e angioina. Ruggero di Lauria disponeva di quaranta galee con cui inseguiva la flotta dalla Sicilia; fece una ritirata tattica per disperdere la flotta nemica per contrattaccare il fianco angioino attaccando a remi.
La battaglia durò tutto il giorno e alla fine l'ammiraglio genovese Enrico de Mari sfuggì agli aragonesi, che avevano meno navi ma equipaggi e soldati più esperti nel combattimento navale e nelle azioni di abbordaggio, che catturarono 40 galee e fecero 5 000 prigionieri, tra cui la maggior parte della nobiltà angioina.

## Conseguenze
Poco dopo la vittoria navale, le forze angioine di Augusta si arresero.
Carlo II d'Angiò fu rilasciato in forza dei trattati d'Oloron e di Canfranc e fu incoronato a Rieti il 29 maggio del 1289 ricevendo dal Papa i titoli di Carlo di Palermo e di re di Sicilia. Fu firmata una tregua di due anni, imposta però a causa dei mamelucchi che minacciavano Acri.
La morte di Alfonso III di Aragona, il franco, nel 1291 darà origine, quattro anni dopo, a un nuovo grande conflitto tra la Corona d'Aragona e il Regno di Sicilia perché Giacomo II di Aragona "il giusto", fu proclamato conte re della Corona d'Aragona e delegò il Regno di Sicilia al fratello minore Federico.